# Bamija
Bamija ili okra (Abelmoschus esculentus), biljka skrivenosemenica iz porodice Malvaceae, red Malvales, iz tropskih i suptropskih krajeva. Životni vek joj je godinu dana. Hermafrodit, čiji su oprašivači (polinatori) pčele.
Dlačice na semenu mahuna mogu biti nadražujuće za neke ljude. Vlakna dobijena iz stabljike služe kao zamena za jutu i stvaranje papira i tekstila. Listovi su dužine oko 20 cm, a cvet je sličan cvetu hibiskusa. Centralni koren raste pravo u zemlju, dok se bočni korenovi uglavnom granaju u površinskom sloju zemljišta. Mlade duguljaste mahune se najčešće beru 5 dana nakon cvetanja.
Reguliše nivo šećera u krvi, pomaže u radu jetre, a pripisuju joj se i afrodizijačka svojstva.

## Poreklo i distribucija
Bamija je alopoliploid neizvesnog porekla. Predloženi prethodnici uključuju Abelmoschus ficulneus, A.&nbsp;tuberculatus i prijavljeni „diploidni“ oblik bamije. Istinski divlje (za razliku od naturalizovanih) populacija nisu poznate sa sigurnošću, a zapadnoafrička sorta je opisana kao kultigen.
Geografsko poreklo bamije je sporno, sa pristalicama južnoazijskog, južnoazijskog, etiopskog i zapadnoafričkog porekla. Egipćani i Mauri iz 12. i 13. veka koristili su arapsku reč za biljku, bamija, što sugeriše da je u Egipat došla iz Arabije, ali ranije je verovatno preneta iz Etiopije u Arabiju. Biljka je možda ušla u jugozapadnu Aziju preko Crvenog mora ili moreuza Bab-el-Mandeb do Arabijskog poluostrva, a ne na sever preko Sahare, ili iz Indije. Jedan od najranijih evropskih izveštaja je ostavio španski Mavar koji je posetio Egipat 1216. godine i opisao biljku koju su gajili lokalni stanovnici koji su jeli nežne, mlade mahune uz obrok. Iz Arabije, biljka se proširila oko obala Sredozemnog mora i na istok.
Biljka je u Ameriku uneta brodovima koji su plovili zarad atlantske trgovine robljem do 1658. godine, kada je zabeleženo njeno prisustvo u Brazilu. Dalje je dokumentovana u Surinamu 1686. Bamija je možda uvedena u jugoistočnu Severnu Ameriku iz Afrike početkom 18. veka. Do 1748. uzgajala se čak na severu do Filadelfije. Tomas Džeferson je primetio da je bio dobro uspostavljena u Virdžiniji do 1781. Bamija je bila uobičajen u južnim Sjedinjenim Državama do 1800, a prvo pominjanje različitih sorti bilo je 1806.

## Botanika i kultivacija
Vrsta je višegodišnja, često se gaji kao jednogodišnja biljka u umerenoj klimi, koja obično naraste do oko 2 m (6,6 ft). Kao pripadnik Malvaceae, srodna je vrstama kao što su pamuk, kakao i hibiskus. Listovi su dugi i široki 10–20 cm, dlanasti režnjevi sa 5–7 režnjeva. Cvetovi su prečnika 4–8 cm, sa pet belih do žutih latica, često sa crvenom ili ljubičastom mrljom u dnu svake latice. Polen je sfernog oblika sa prečnikom od približno 188 mikrona. Plod je kapsula dužine do 18 cm (7,1 in) petougaonog poprečnog preseka, sa brojnim semenkama.
Abelmoschus esculentus se uzgaja širom tropskih i toplih umerenih regiona sveta zbog svojih vlaknastih plodova ili mahuna koje sadrže okrugla, bela semena. Bamija je među vrstama povrća koje najviše toleriše toplotu i sušu, i toleriše zemljište sa teškom glinom i povremenom vlagom, ali mraz može oštetiti mahune. U uzgoju, seme se natapa preko noći pre sadnje na dubinu od 1–2 cm. Ova biljka preferira temperaturu tla od najmanje 20 °C (68 °F) za klijanje, što se dešava između šest dana (natopljeno seme) i tri nedelje. Kao tropska biljka, takođe zahteva mnogo sunčeve svetlosti, a takođe bi trebalo da se uzgaja na zemljištu koje ima pH između 5,8 i 7, idealno na kiseloj strani. Sadnice zahtevaju dovoljno vode. Mahune semena brzo postaju vlaknaste i drvenaste, i da bi bile jestive kao povrće, moraju se ubrati kada su nezrele, obično u roku od nedelju dana nakon oprašivanja. Prva berba obično će biti spremna nakon otprilike 2 meseca od setve, i plodovi će biti dugi približno 2-3 inča.
Najčešća bolest koja pogađa biljku bamije je verticilijumsko uvenuće, koje često izaziva žutilo i uvenuće listova. Ostale bolesti uključuju pepelnicu u suvim tropskim regionima, pege na listovima, žuti mozaik i nematode korenskog čvora. Otpornost na virus žutog mozaika kod A. esculentus je preneta ukrštanjem sa Abelmoschus manihot i rezultirala je novom sortom pod nazivom Parbhani kranti.

## Hrana i upotreba

### Mahune
Mahune ove biljke su sluzave, što dovodi do karakterističnog „gu” ili sluzi kada se mahune semena kuvaju; sluz sadrži rastvorljiva vlakna. Jedan od mogućih načina za uklanjanje sluzi od bamije je kuvate sa kiselom hranom, kao što je paradajz, da bi se sluz učinila manje viskoznom. Mahune se kuvaju, kisele, jedu sirove ili uključuju u salate. Bamija se može koristiti u zemljama u razvoju za ublažavanje neuhranjenosti i ublažavanje nesigurnosti hrane.

### U kuhinji
Na Kubi i u Portoriku, povrće se naziva kimbombo i koristi se u jelima kao što je kuimbombo guisado (dinstana bamija), jelo veoma slično južnom gumbu. Takođe se koristi u tradicionalnim jelima u Dominikanskoj Republici, gde se zove molondron. U Južnoj Aziji, mahune se koriste u mnogim začinjenim povrtnim receptima, kao i kuvane sa piletinom.

### Ishrana
Sirova bamija sadrži 90% vode, 2% proteina, 7% ugljenih hidrata i zanemarljivo malo masti. U referentnoj količini od 100 grama, sirova bamija je bogat izvor (20% ili više dnevne vrednosti, DV) dijetalnih vlakana, vitamina C i vitamina K, sa umerenim sadržajem tiamina, folata i magnezijuma (tabela).

### Lišće i seme
Mladi listovi bamije mogu se kuvati na sličan način kao i zelenilo cvekle ili maslačka, ili u salatama. Seme bamije se može pržiti i samleti da bi se formirala zamena za kafu bez kofeina. Kada je Američki građanski rat 1861. prekinuo uvoz kafe, u novine Austin State Gazette su pisale: „Akr bamije će proizvesti dovoljno semena da se plantaža snabde kafom na svaki način jednakom onoj uvezenoj iz Rija.“
Zelenkasto-žuto jestivo ulje bamije se cedi iz semena bamije; ima prijatan ukus i miris, i bogato je nezasićenim mastima kao što su oleinska kiselina i linolna kiselina. Sadržaj ulja nekih sorti semena je oko 40%. Sa 794 kg/ha, prinos je nadmašen samo prinosom suncokretovog ulja u jednom ogledu. Jedna studija iz 1920. godine utvrdila je da uzorak sadrži 15% ulja.

### Industrijska upotreba
Floemsko vlakno iz stabljike biljke ima industrijsku upotrebu kao što je ojačanje polimernih kompozita. Sluz koju proizvodi biljka bamija može se koristiti za uklanjanje zamućenja iz otpadnih voda zahvaljujući njenim flokulantnim svojstvima. Imajući sastav sličan debelom polisaharidnom filmu, sluz bamije je u razvoju kao biorazgradivo pakovanje za hranu, od 2018. godine. Jedna studija iz 2009. godine pokazala je da je ulje bamije pogodno za upotrebu kao biogorivo.

## Sinonimi
- Abelmoschus bammia Webb
- Abelmoschus longifolius (Willd.) Kostel.
- Abelmoschus officinalis (DC.) Endl.
- Abelmoschus praecox Sickenb.
- Abelmoschus tuberculatus Pal & Singh
- Abelmoschus tuberculatus var. deltoidefolius T.K.Paul & M.P.Nayar
- Hibiscus esculentus L.
- Hibiscus esculentus var. praecox (Forssk.) A.Chev.
- Hibiscus esculentus var. textilis A.Chev.
- Hibiscus ficifolius Mill.
- Hibiscus hispidissimus A.Chev. [Illegitimate]
- Hibiscus longifolius Willd.
- Hibiscus praecox Forssk.

- Veze sušenih bamija pored sušenih paprika na Egipatskom bazaru u Istanbulu
- Pržena bamija sa kockicama čili papričica